# Félix-Auguste Duvert
Félix-Auguste Adolphe Duvert, född den 12 januari 1795 i Paris, död där den 19 oktober 1876, var en fransk vådevillförfattare.
Duvert var först militär, sedan civil ämbetsman. Av hans dramatiska alster, tillsammans mer än 150 stycken och ofta skrivna under samarbete med Saintine, Dumersan, Varin och framför allt Lauzanne, blev omkring 20 översatta till svenska och uppförda på svenska teatrar. Hans första stycke, som uppfördes på Gymnaseteatern 1823, var Le frère de lait.